# German Gref

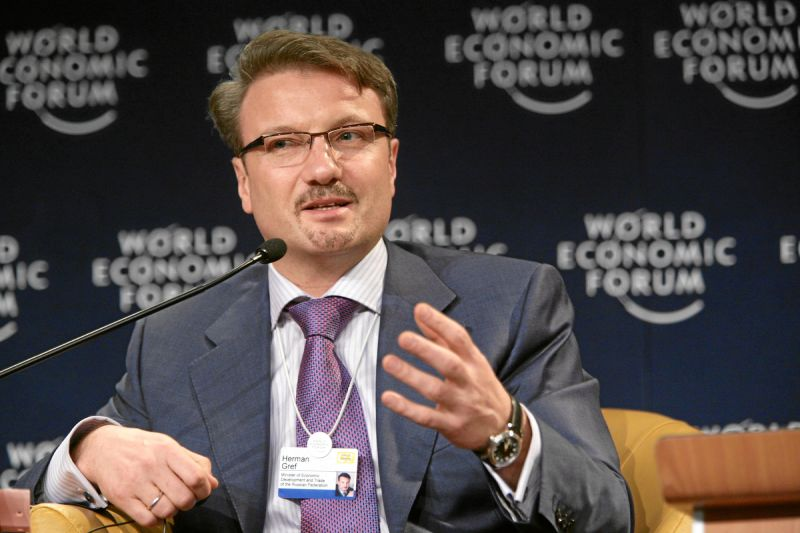
German Gref

German Gref (ryska: Герман Греф), född 8 februari 1964, var Rysslands finans- och handelsminister mellan maj 2000 och september 2007. Sedan november 2007 är han president för den halvstatliga Sberbank.
- Wikimedia Commons har media som rör German Gref.